# Мраморная черепаха
Мраморная черепаха (Actinemys marmorata) — небольшая или среднего размера (до 20 см) черепаха. Ареал ограничен тихоокеанским побережьем США и Мексики, от штата Вашингтон до севера штата Нижняя Калифорния. В мае 2002 года, канадское агентство редких видов отметило её как пропавшую в Канаде. С 2007 года мраморная черепаха исчезла в Пьюджет-Саунд. Ранее эту черепаху относили к роду Clemmys, но позже выделили в отдельный род. Некоторые исследователи относят этот вид к роду Emys.